# Conde das Devezas
O título de Conde das Devezas foi criado por decreto do rei Carlos I de 1890 a favor de Francisco Pereira Pinto de Lemos, 1.º conde das Devezas.

## Titulares
1. Francisco Pereira Pinto de Lemos, 1.º conde das Devezas
2. Alfredo Pereira Pinto de Lemos, 2.º conde das Devezas
3. Ernâni Carlos Pereira Pinto de Castro e Lemos, 3.º conde das Devezas